# Danh sách đĩa đơn quán quân Hot 100 năm 1989 (Mỹ)
Billboard Hot 100, công bố hàng tuần bởi tạp chí Billboard, là bảng xếp hạng các đĩa đơn thành công nhất tại thị trường âm nhạc Hoa Kỳ. Các số liệu cho việc xếp hạng được Nielsen SoundScan tổng hợp chung dựa trên doanh số đĩa thường và nhạc số và tần suất phát trên sóng phát thanh.

## Lịch sử xếp hạng
| Ngày phát hành   | Bài hát                        | Nghệ sĩ               |
| ---------------- | ------------------------------ | --------------------- |
| Tháng 1 ngày 7   | "Every Rose Has Its Thorn"     | Poison                |
| Tháng 1 ngày 14  | "My Prerogative"               | Bobby Brown           |
| Tháng 1 ngày 21  | "Two Hearts"                   | Phil Collins          |
| Tháng 1 ngày 28  | "Two Hearts"                   | Phil Collins          |
| Tháng 2 ngày 4   | "When I'm with You"            | Sheriff               |
| Tháng 2 ngày 11  | "Straight Up"                  | Paula Abdul           |
| Tháng 2 ngày 18  | "Straight Up"                  | Paula Abdul           |
| Tháng 2 ngày 25  | "Straight Up"                  | Paula Abdul           |
| Tháng 3 ngày 4   | "Lost in Your Eyes"            | Debbie Gibson         |
| Tháng 3 ngày 11  | "Lost in Your Eyes"            | Debbie Gibson         |
| Tháng 3 ngày 18  | "Lost in Your Eyes"            | Debbie Gibson         |
| Tháng 3 ngày 25  | "The Living Years"             | Mike + The Mechanics  |
| Tháng 4 ngày 1   | "Eternal Flame"                | The Bangles           |
| Tháng 4 ngày 8   | "The Look"                     | Roxette               |
| Tháng 4 ngày 15  | "She Drives Me Crazy"          | Fine Young Cannibals  |
| Tháng 4 ngày 22  | "Like a Prayer"                | Madonna               |
| Tháng 4 ngày 29  | "Like a Prayer"                | Madonna               |
| Tháng 5 ngày 6   | "Like a Prayer"                | Madonna               |
| Tháng 5 ngày 13  | "I'll Be There for You"        | Bon Jovi              |
| Tháng 5 ngày 20  | "Forever Your Girl"            | Paula Abdul           |
| Tháng 5 ngày 27  | "Forever Your Girl"            | Paula Abdul           |
| Tháng 6 ngày 3   | "Rock On"                      | Michael Damian        |
| Tháng 6 ngày 10  | "Wind Beneath My Wings"        | Bette Midler          |
| Tháng 6 ngày 17  | "I'll Be Loving You (Forever)" | New Kids on the Block |
| Tháng 6 ngày 24  | "Satisfied"                    | Richard Marx          |
| Tháng 7 ngày 1   | "Baby Don't Forget My Number"  | Milli Vanilli         |
| Tháng 7 ngày 8   | "Good Thing"                   | Fine Young Cannibals  |
| Tháng 7 ngày 15  | "If You Don't Know Me By Now"  | Simply Red            |
| Tháng 7 ngày 22  | "Toy Soldiers"                 | Martika               |
| Tháng 7 ngày 29  | "Toy Soldiers"                 | Martika               |
| Tháng 8 ngày 5   | "Batdance"                     | Prince                |
| Tháng 8 ngày 12  | "Right Here Waiting"           | Richard Marx          |
| Tháng 8 ngày 19  | "Right Here Waiting"           | Richard Marx          |
| Tháng 8 ngày 26  | "Right Here Waiting"           | Richard Marx          |
| Tháng 9 ngày 2   | "Cold Hearted"                 | Paula Abdul           |
| Tháng 9 ngày 9   | "Hangin' Tough"                | New Kids on the Block |
| Tháng 9 ngày 16  | "Don't Wanna Lose You"         | Gloria Estefan        |
| Tháng 9 ngày 23  | "Girl I'm Gonna Miss You"      | Milli Vanilli         |
| Tháng 9 ngày 30  | "Girl I'm Gonna Miss You"      | Milli Vanilli         |
| Tháng 10 ngày 7  | "Miss You Much"                | Janet Jackson         |
| Tháng 10 ngày 14 | "Miss You Much"                | Janet Jackson         |
| Tháng 10 ngày 21 | "Miss You Much"                | Janet Jackson         |
| Tháng 10 ngày 28 | "Miss You Much"                | Janet Jackson         |
| Tháng 11 ngày 4  | "Listen to Your Heart"         | Roxette               |
| Tháng 11 ngày 11 | "When I See You Smile"         | Bad English           |
| Tháng 11 ngày 18 | "When I See You Smile"         | Bad English           |
| Tháng 11 ngày 25 | "Blame It on the Rain"         | Milli Vanilli         |
| Tháng 12 ngày 2  | "Blame It on the Rain"         | Milli Vanilli         |
| Tháng 12 ngày 9  | "We Didn't Start the Fire"     | Billy Joel            |
| Tháng 12 ngày 16 | "We Didn't Start the Fire"     | Billy Joel            |
| Tháng 12 ngày 23 | "Another Day in Paradise"      | Phil Collins          |
| Tháng 12 ngày 30 | "Another Day in Paradise"      | Phil Collins          |